# Aschau (Lachte)
Die Aschau ist ein 20,2 Km langer Bach im Naturpark Südheide in Niedersachsen, ein rechter Nebenfluss der Lachte, die in die Aller mündet.

## Geographie

### Quellgebiet
Die Aschau entspringt als Drellebach in einem 4,7 Kilometer langen Trockental, das in die Südabdachung des waldbedeckten Lüßplateaus in der Südheide eingesenkt ist. Nach 1,8 Kilometer speist der Bach die in den 1890er Jahren künstlich angelegten Loher Teiche. Ab der Einmündung des von links kommenden nahezu parallelen Daller Bachs heißt der Bach Aschau. 
Zusammen mit den ab 1903 angelegten Aschauteichen ist ein zusammenhängendes Gebiet aus rund 50 künstlich geschaffenen Fischteichen entstanden, in denen extensive Fischzucht von Forellen, Karpfen, Schleie, Hecht, Goldorfe, sowie Signal- und Edelkrebsen betrieben wird. Als Biotopfische leben hier Gründlinge, Rotaugen, Stichlinge, Bitterlinge und Teichmuscheln. An den Wasserflächen sind neben dem Graureiher, der Graugans und der Kanadagans so seltene Vögel wie Schwarzstorch, Silberreiher, Rothalstaucher, Rohrdommel und Eisvogel zu beobachten. Der Kranich brütet hier und seit 2004 auch der Fischadler. Der Seeadler ist zeitweise zu sehen.
Die Teichflächen sind seit 1982 Teil eines Wasserschutzgebietes. 1987 sind sie auch als Vogelschutzgebiet ausgewiesen worden. Seit 2003 ist das Gebiet EU-Vogelschutzgebiet und seit 2005 im Rahmen des EU-Naturschutzvorhabens Natura2000 dem FFH-Gebiet 86 Lachte-Lutter-Aschau zugeordnet.

### Verlauf
Die Aschau tritt nun in die schwachwellige, ackerbaulich geprägte Grundmoränenlandschaft um Eschede ein. Sie unterquert die B 191, nimmt von links den Postmoorgraben auf und fließt dann durch extensiv bewirtschaftete Wiesen und naturbelassenen Wald nach Eschede. In Habighorst kommt von rechts der Quarmbach hinzu, der im Rahmoor entspringt und kurz vor der Mündung in die Aschau ein großes Sumpf- und Teichgebiet bildet. Unmittelbar nördlich dieses Gebietes befindet sich das Naturschutzgebiet Hoppenriethe. Bereits im 15. Jahrhundert wurde der Quarmbach aufgestaut, um die damals hier bestehende Quarmühle zu betreiben. So alt dürften teilweise auch die Teiche sein. In den 1980er Jahren verfielen die Gebäude und brannten später ab. Im weiteren Verlauf fließt die Aschau an dem stillgelegten Kalibergwerk Mariaglück vorbei durch Höfer. In südlicher Richtung fließt sie weiter durch Beedenbostel und mündet danach in die Lachte.

### Nebenflüsse

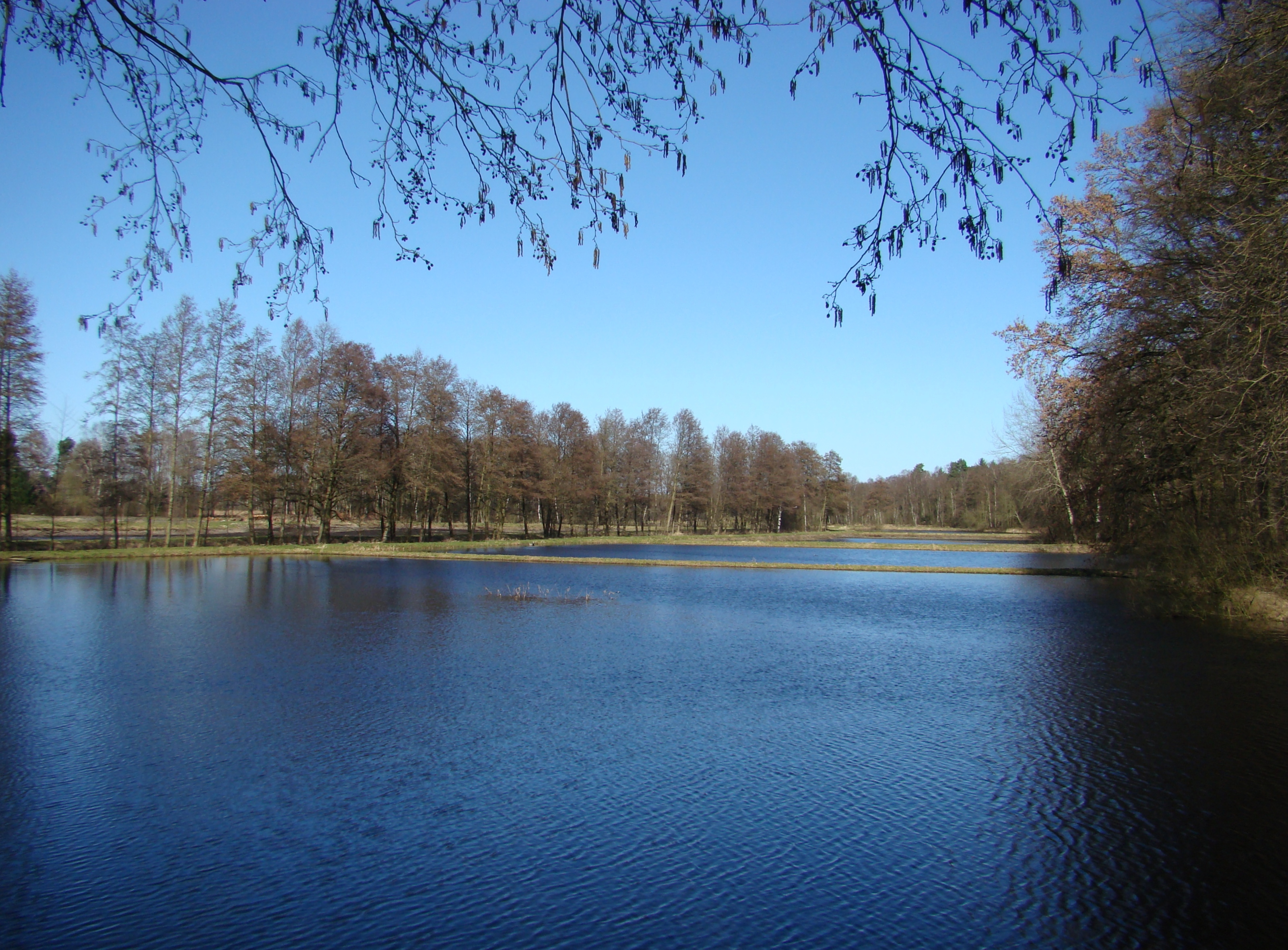
Die Aschauteiche bei Eschede
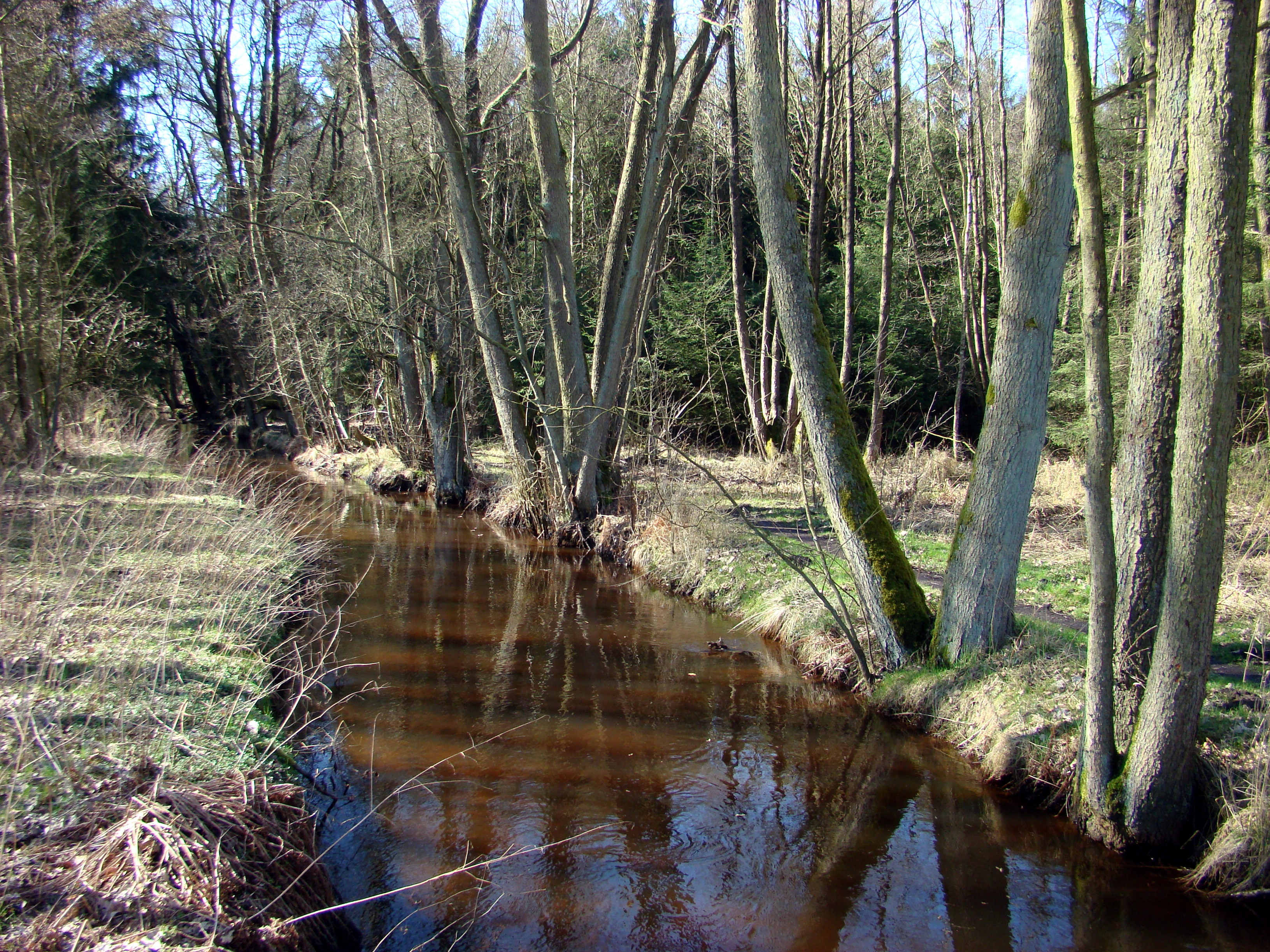
Die Aschau kurz vor Eschede im Erlenbruchwald
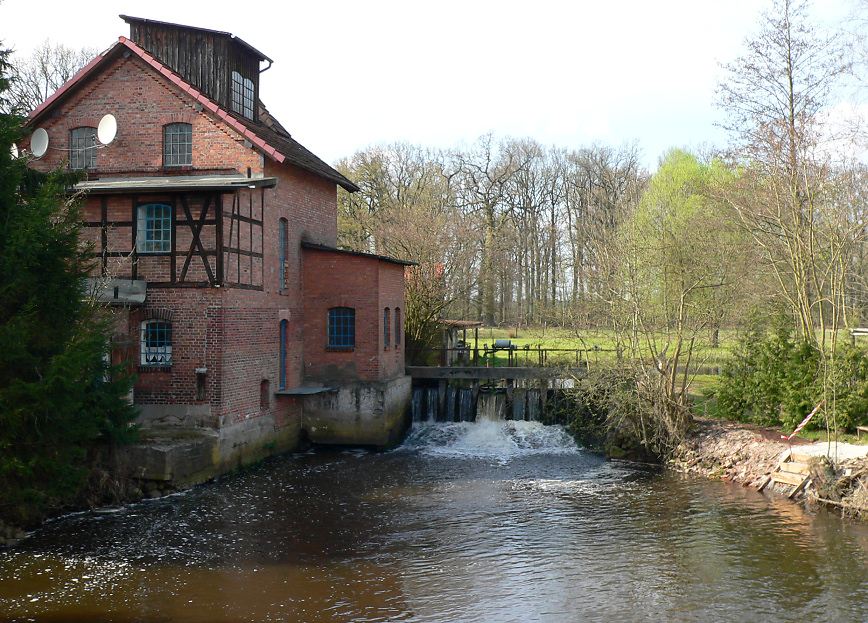
Stau der Aschau in Beedenbostel mit ehemaliger Wassermühle